# Morgan (lófajta)
A morgan lófajta Amerika első elismert lófajtája. Nevét a fenomenális örökítőképességű mén, Figure tenyésztőjéről, Justin Morganról kapta. Kitartó munkabírása és erős fizikuma miatt az amerikai polgárháború idején lovassági lóként és a Pony Express lovasfutár-szolgálatban alkalmazták. Amerikában két államban is állami jelkép a Morgan: 1961 óta Vermontban, 1970 óta pedig Massachusettsben.

## Története
A fajta története 1795-ben kezdődött, amikor egy elszegényedett zenetanár és egyben kocsmatulajdonos, Justin Morgan, kölcsönbe adott pénze első részleteként egy lovat kapott, amit Figure-nek nevezett el. A család gazdasági okok miatt átköltözött Vermontba, ahol a bizonytalan származású, Massachusetts-ben született kétéves csikó nehéz feladatokat kapott. Szívós természete folytán azonban mindent túlélt és három híres fiával (Sherman, Woodbury, Bullrush) Amerika első lófajtáját alapozta meg.
A történetből Marguerite Henry Justin Morgan Had a Horse (Justin Morgannak volt egy lova) címmel könyvet írt, amelyet meg is filmesítettek. Múzeumot alapítottak a morgan tiszteletére, ahol e lófajta történetét mutatják be.

## Jellemzői
A feje középnagy, lapockája dőlt, marja kifejezett. Mellkasa mély, lábelőrevitele szabályos, lapockájának szabad mozgása térnyerő járást tesz lehetővé. A klasszikus Morgan ló dongás mellkasú, jól zárt törzsű, ágyéka erős, feszes. A hát inkább rövid, de széles és jól izmolt. A szár erős csontozatú. A tenyésztési szabályzat szimmetrikus fart és szabályos hátsó lábakat ír le. Csűdjei meredekek. Minden szín megengedett, de a leggyakoribb a pej, sötétpej szín.
Marmagassága 147 és 157 cm között mozog, övmérete 180 – 185 cm, szárkörmérete 19 és 19,5 cm lehet.
Tanulékony, kitartó fajta, hosszú élettartamú. Alkalmazkodó típus, jó tulajdonságainak köszönhetően az egész világon elterjedt.

## Hasznosítása
Akciós mozgású, kitartó, kemény fajta. Kifejezetten sokoldalú a hasznosítása, figyelemre méltó a teljesítménye nyereg alatt és kocsihúzásban is. Westernlovaglásra és szabadidőlóként is jól hasznosítható. A mai napig használják szállítási munkákra is. Az 1840-es években ügetőként, az 1900-as években lovassági lóként használták a hadseregben.